# Prayers
Prayers ist ein 2013 gegründetes Musikprojekt. Die Musiker bezeichnen ihren am Electro Wave und Old School Hip-Hop der 1980er Jahre orientierten Musikstil als Cholo Goth oder Killwave.

## Geschichte
Prayers wurden 2013 von Rafael Reyes und Dave Parley gegründet, beide agierten zuvor in lokalen Musikgruppen. Die Initiative ein gemeinsames Musikprojekt zu gestalten ging von Parley aus, der Reyes anbot einige Stücke gemeinsam aufzunehmen. Binnen zwei Tagen entstand das Debütalbum SD Killwave, welches ohne eine Produktionsfirma veröffentlicht und vermarktet wurde. Im Frühjahr 2014 entstand zu Ready to Bleed das erste Musikvideo der Gruppe. Im gleichen Jahr erschien mit Gothic Summer eine erste EP auf dem von Reyes gegründeten Label Nite Ritual Records. Unterdessen lud Ian Astbury Prayers dazu ein, als Vorgruppe seiner Gruppe The Cult für vier Konzerte in Kalifornien aufzutreten. Astbury protegierte die Gruppe darüber hinaus, indem er sie als „Vorhut einer musikalischen Revolution“ anpries. Im Anschluss an einen Auftritt in Los Angeles wurde Travis Barker von seinem Fotografen, der das Konzert besucht hatte, auf die Gruppe aufmerksam gemacht. Barker beschäftigte sich mit der Musik der Gruppe und kontaktierte die Band über Instagram um das zweite Album Young Gods zu produzieren und über LaSalle Records zu verlegen. Hinzukommend spielte Barker auf dem Album sowie auf der Record-Release-Veranstaltung Schlagzeug für Prayers. Auf die Veröffentlichung folgte eine Tour durch die Vereinigten Staaten, auf welcher wieder ein Drumcomputer eingesetzt wurde. Im Frühjahr 2016 wurde über Nite Ritual Records die Single Black Leather mit Kat Von D veröffentlicht.

## Inhalt
Reyes benennt die eigene Biografie, insbesondere seine Erfahrungen als Mitglied der lateinamerikanischen Straßengang Sherman Grant Hill Park 27 als wesentlichen Aspekt seiner Liedtexte. Die auch als Sherman 27 bekannte Gang gehört zu den ältesten Straßengangs von San Diego und ist in dem segregierten Viertel Sherman Heights ansässig. Als weitere lyrische Schwerpunkte werden soziale Isolation, Einsamkeit und das Gefühl der Depression benannt. Reyes beschreibt eine Mischung aus megalomanischer Gangsterattitüde und emotionaler Verwundbarkeit als jene Bestandteile seiner Persönlichkeit, welchen er mit seiner Musik Ausdruck verleiht. Auf die Kombination geht auch der von den Musikern geprägte Stilbegriff Cholo Goth zurück. Mit Cholo wird die soziokulturelle Zugehörigkeit zu lateinamerikanischen Gangern unterstrichen. Die an der Gothicszene und deren subkulturellen und ästhetischen Ausdrucksform wird hingegen durch den Begriff Goth hervorgehoben. Inhaltliche und ästhetische Überschneidungen zwischen der lateinamerikanischen Kultur und den Interessen der Gothicszene wie der mexikanische Totenkult oder Okkultismus werden vornehmlich in dem Musikvideos der Gruppe betont, jedoch mittels Gangszenarien und -auftritten kontrastiert.

## Stil
Die Band betitelt ihren Stil als Killwave, Occultwave, Shadowave oder Cholo Goth. Ein direkter Einfluss des britischen Gothic Rock wird hingegen nicht konstatiert. Vereinzelt, insbesondere im Gesang, bestünden Ähnlichkeiten mit Speciman und Alien Sex Fiend. Der Klang der Gruppe gilt als eigenständige Mischung, die vom Electro Wave und Synthiepop früher Depeche Mode und New Order sowie vom Death-Rock früher Christian Death beeinflusst ist. Die elektronische Musik wird als düster und keyboardbetont beschrieben. Der meist computergenerierte Rhythmus gilt als einfach und eingängig. Reyes Gesang wird als emotional beschrieben und gelegentlich mit jenem von Rozz Williams, welchen Reyes als wichtigen Einfluss bezeichnet, verglichen. Dabei nutzt Reyes sowohl Sprechgesang als auch einfachen Gesang.

## Diskografie
- 2013: SD Killwave (Album, Eigenvertrieb)
- 2014: Gothic Summer (EP, Nite Ritual Records)
- 2015: Young Gods (Album, La Salle Records)
- 2016: Black Leather (Single, Nite Ritual Records)
- 2018: Baptism of Thieves (Album, BMG)